# Бэбсон-таск
Бэбсон-таск, таск Бабсона (англ. Babson task; буквально — задача Бэбсона) — рекордная задача на тему взаимного идентичного превращения 1 белой и 1 чёрной пешек во все фигуры. Этот замысел интересовал шахматных композиторов ещё в начале XX века, осуществить его частично удалось в четырёхходовке В. Паули (1912) — взаимное превращение пешек в ферзя, ладью и слона. Полностью со всеми четырьмя превращениями — в форме обратного мата американскому проблемисту Дж. Н. Бэбсону (1924). В легальной ортодоксальной форме (рекордное достижение) — советскому проблемисту Л. Ярошу (1983). Интересно, что всего за год до публикации задачи Яроша французский проблемист Пьер Дрюмар, работавший над темой в течение 22 лет, утверждал, что она нереализуема в легальной ортодоксальной форме (в 1980 году он опубликовал первую задачу, содержавшую данный рекордный замысел, но с нелегальной начальной позицией). Позже в 80-е годы появились ещё несколько ортодоксальных задач (в том числе самого Л. Яроша) на эту тему.
Существует разновидность темы, называемая «циклическим Бэбсон-таском» — взаимное циклическое превращение 1 белой и 1 чёрной пешек во все возможные фигуры.

## Примеры
|   | a | b | c | d | e | f | g | h |   |
| - | --- | --- | --- | --- | --- | --- | --- | --- | - |
| 8 | a8 белый слон · b8 чёрный ферзь · d8 белый слон · f8 белый король · d7 белая пешка · e7 чёрная пешка · f7 белый конь · a6 белая пешка · e6 белая пешка · f6 чёрная пешка · a5 белая пешка · c5 чёрная пешка · f5 белая пешка · c4 белая пешка · d4 чёрный король · f4 чёрный слон · h4 белая ладья · b3 чёрная пешка · a2 чёрная пешка · b2 белый конь · d2 белая пешка · f2 белая пешка · a1 белый ферзь · b1 белая ладья | a8 белый слон · b8 чёрный ферзь · d8 белый слон · f8 белый король · d7 белая пешка · e7 чёрная пешка · f7 белый конь · a6 белая пешка · e6 белая пешка · f6 чёрная пешка · a5 белая пешка · c5 чёрная пешка · f5 белая пешка · c4 белая пешка · d4 чёрный король · f4 чёрный слон · h4 белая ладья · b3 чёрная пешка · a2 чёрная пешка · b2 белый конь · d2 белая пешка · f2 белая пешка · a1 белый ферзь · b1 белая ладья | a8 белый слон · b8 чёрный ферзь · d8 белый слон · f8 белый король · d7 белая пешка · e7 чёрная пешка · f7 белый конь · a6 белая пешка · e6 белая пешка · f6 чёрная пешка · a5 белая пешка · c5 чёрная пешка · f5 белая пешка · c4 белая пешка · d4 чёрный король · f4 чёрный слон · h4 белая ладья · b3 чёрная пешка · a2 чёрная пешка · b2 белый конь · d2 белая пешка · f2 белая пешка · a1 белый ферзь · b1 белая ладья | a8 белый слон · b8 чёрный ферзь · d8 белый слон · f8 белый король · d7 белая пешка · e7 чёрная пешка · f7 белый конь · a6 белая пешка · e6 белая пешка · f6 чёрная пешка · a5 белая пешка · c5 чёрная пешка · f5 белая пешка · c4 белая пешка · d4 чёрный король · f4 чёрный слон · h4 белая ладья · b3 чёрная пешка · a2 чёрная пешка · b2 белый конь · d2 белая пешка · f2 белая пешка · a1 белый ферзь · b1 белая ладья | a8 белый слон · b8 чёрный ферзь · d8 белый слон · f8 белый король · d7 белая пешка · e7 чёрная пешка · f7 белый конь · a6 белая пешка · e6 белая пешка · f6 чёрная пешка · a5 белая пешка · c5 чёрная пешка · f5 белая пешка · c4 белая пешка · d4 чёрный король · f4 чёрный слон · h4 белая ладья · b3 чёрная пешка · a2 чёрная пешка · b2 белый конь · d2 белая пешка · f2 белая пешка · a1 белый ферзь · b1 белая ладья | a8 белый слон · b8 чёрный ферзь · d8 белый слон · f8 белый король · d7 белая пешка · e7 чёрная пешка · f7 белый конь · a6 белая пешка · e6 белая пешка · f6 чёрная пешка · a5 белая пешка · c5 чёрная пешка · f5 белая пешка · c4 белая пешка · d4 чёрный король · f4 чёрный слон · h4 белая ладья · b3 чёрная пешка · a2 чёрная пешка · b2 белый конь · d2 белая пешка · f2 белая пешка · a1 белый ферзь · b1 белая ладья | a8 белый слон · b8 чёрный ферзь · d8 белый слон · f8 белый король · d7 белая пешка · e7 чёрная пешка · f7 белый конь · a6 белая пешка · e6 белая пешка · f6 чёрная пешка · a5 белая пешка · c5 чёрная пешка · f5 белая пешка · c4 белая пешка · d4 чёрный король · f4 чёрный слон · h4 белая ладья · b3 чёрная пешка · a2 чёрная пешка · b2 белый конь · d2 белая пешка · f2 белая пешка · a1 белый ферзь · b1 белая ладья | a8 белый слон · b8 чёрный ферзь · d8 белый слон · f8 белый король · d7 белая пешка · e7 чёрная пешка · f7 белый конь · a6 белая пешка · e6 белая пешка · f6 чёрная пешка · a5 белая пешка · c5 чёрная пешка · f5 белая пешка · c4 белая пешка · d4 чёрный король · f4 чёрный слон · h4 белая ладья · b3 чёрная пешка · a2 чёрная пешка · b2 белый конь · d2 белая пешка · f2 белая пешка · a1 белый ферзь · b1 белая ладья | 8 |
| 7 | a8 белый слон · b8 чёрный ферзь · d8 белый слон · f8 белый король · d7 белая пешка · e7 чёрная пешка · f7 белый конь · a6 белая пешка · e6 белая пешка · f6 чёрная пешка · a5 белая пешка · c5 чёрная пешка · f5 белая пешка · c4 белая пешка · d4 чёрный король · f4 чёрный слон · h4 белая ладья · b3 чёрная пешка · a2 чёрная пешка · b2 белый конь · d2 белая пешка · f2 белая пешка · a1 белый ферзь · b1 белая ладья | a8 белый слон · b8 чёрный ферзь · d8 белый слон · f8 белый король · d7 белая пешка · e7 чёрная пешка · f7 белый конь · a6 белая пешка · e6 белая пешка · f6 чёрная пешка · a5 белая пешка · c5 чёрная пешка · f5 белая пешка · c4 белая пешка · d4 чёрный король · f4 чёрный слон · h4 белая ладья · b3 чёрная пешка · a2 чёрная пешка · b2 белый конь · d2 белая пешка · f2 белая пешка · a1 белый ферзь · b1 белая ладья | a8 белый слон · b8 чёрный ферзь · d8 белый слон · f8 белый король · d7 белая пешка · e7 чёрная пешка · f7 белый конь · a6 белая пешка · e6 белая пешка · f6 чёрная пешка · a5 белая пешка · c5 чёрная пешка · f5 белая пешка · c4 белая пешка · d4 чёрный король · f4 чёрный слон · h4 белая ладья · b3 чёрная пешка · a2 чёрная пешка · b2 белый конь · d2 белая пешка · f2 белая пешка · a1 белый ферзь · b1 белая ладья | a8 белый слон · b8 чёрный ферзь · d8 белый слон · f8 белый король · d7 белая пешка · e7 чёрная пешка · f7 белый конь · a6 белая пешка · e6 белая пешка · f6 чёрная пешка · a5 белая пешка · c5 чёрная пешка · f5 белая пешка · c4 белая пешка · d4 чёрный король · f4 чёрный слон · h4 белая ладья · b3 чёрная пешка · a2 чёрная пешка · b2 белый конь · d2 белая пешка · f2 белая пешка · a1 белый ферзь · b1 белая ладья | a8 белый слон · b8 чёрный ферзь · d8 белый слон · f8 белый король · d7 белая пешка · e7 чёрная пешка · f7 белый конь · a6 белая пешка · e6 белая пешка · f6 чёрная пешка · a5 белая пешка · c5 чёрная пешка · f5 белая пешка · c4 белая пешка · d4 чёрный король · f4 чёрный слон · h4 белая ладья · b3 чёрная пешка · a2 чёрная пешка · b2 белый конь · d2 белая пешка · f2 белая пешка · a1 белый ферзь · b1 белая ладья | a8 белый слон · b8 чёрный ферзь · d8 белый слон · f8 белый король · d7 белая пешка · e7 чёрная пешка · f7 белый конь · a6 белая пешка · e6 белая пешка · f6 чёрная пешка · a5 белая пешка · c5 чёрная пешка · f5 белая пешка · c4 белая пешка · d4 чёрный король · f4 чёрный слон · h4 белая ладья · b3 чёрная пешка · a2 чёрная пешка · b2 белый конь · d2 белая пешка · f2 белая пешка · a1 белый ферзь · b1 белая ладья | a8 белый слон · b8 чёрный ферзь · d8 белый слон · f8 белый король · d7 белая пешка · e7 чёрная пешка · f7 белый конь · a6 белая пешка · e6 белая пешка · f6 чёрная пешка · a5 белая пешка · c5 чёрная пешка · f5 белая пешка · c4 белая пешка · d4 чёрный король · f4 чёрный слон · h4 белая ладья · b3 чёрная пешка · a2 чёрная пешка · b2 белый конь · d2 белая пешка · f2 белая пешка · a1 белый ферзь · b1 белая ладья | a8 белый слон · b8 чёрный ферзь · d8 белый слон · f8 белый король · d7 белая пешка · e7 чёрная пешка · f7 белый конь · a6 белая пешка · e6 белая пешка · f6 чёрная пешка · a5 белая пешка · c5 чёрная пешка · f5 белая пешка · c4 белая пешка · d4 чёрный король · f4 чёрный слон · h4 белая ладья · b3 чёрная пешка · a2 чёрная пешка · b2 белый конь · d2 белая пешка · f2 белая пешка · a1 белый ферзь · b1 белая ладья | 7 |
| 6 | a8 белый слон · b8 чёрный ферзь · d8 белый слон · f8 белый король · d7 белая пешка · e7 чёрная пешка · f7 белый конь · a6 белая пешка · e6 белая пешка · f6 чёрная пешка · a5 белая пешка · c5 чёрная пешка · f5 белая пешка · c4 белая пешка · d4 чёрный король · f4 чёрный слон · h4 белая ладья · b3 чёрная пешка · a2 чёрная пешка · b2 белый конь · d2 белая пешка · f2 белая пешка · a1 белый ферзь · b1 белая ладья | a8 белый слон · b8 чёрный ферзь · d8 белый слон · f8 белый король · d7 белая пешка · e7 чёрная пешка · f7 белый конь · a6 белая пешка · e6 белая пешка · f6 чёрная пешка · a5 белая пешка · c5 чёрная пешка · f5 белая пешка · c4 белая пешка · d4 чёрный король · f4 чёрный слон · h4 белая ладья · b3 чёрная пешка · a2 чёрная пешка · b2 белый конь · d2 белая пешка · f2 белая пешка · a1 белый ферзь · b1 белая ладья | a8 белый слон · b8 чёрный ферзь · d8 белый слон · f8 белый король · d7 белая пешка · e7 чёрная пешка · f7 белый конь · a6 белая пешка · e6 белая пешка · f6 чёрная пешка · a5 белая пешка · c5 чёрная пешка · f5 белая пешка · c4 белая пешка · d4 чёрный король · f4 чёрный слон · h4 белая ладья · b3 чёрная пешка · a2 чёрная пешка · b2 белый конь · d2 белая пешка · f2 белая пешка · a1 белый ферзь · b1 белая ладья | a8 белый слон · b8 чёрный ферзь · d8 белый слон · f8 белый король · d7 белая пешка · e7 чёрная пешка · f7 белый конь · a6 белая пешка · e6 белая пешка · f6 чёрная пешка · a5 белая пешка · c5 чёрная пешка · f5 белая пешка · c4 белая пешка · d4 чёрный король · f4 чёрный слон · h4 белая ладья · b3 чёрная пешка · a2 чёрная пешка · b2 белый конь · d2 белая пешка · f2 белая пешка · a1 белый ферзь · b1 белая ладья | a8 белый слон · b8 чёрный ферзь · d8 белый слон · f8 белый король · d7 белая пешка · e7 чёрная пешка · f7 белый конь · a6 белая пешка · e6 белая пешка · f6 чёрная пешка · a5 белая пешка · c5 чёрная пешка · f5 белая пешка · c4 белая пешка · d4 чёрный король · f4 чёрный слон · h4 белая ладья · b3 чёрная пешка · a2 чёрная пешка · b2 белый конь · d2 белая пешка · f2 белая пешка · a1 белый ферзь · b1 белая ладья | a8 белый слон · b8 чёрный ферзь · d8 белый слон · f8 белый король · d7 белая пешка · e7 чёрная пешка · f7 белый конь · a6 белая пешка · e6 белая пешка · f6 чёрная пешка · a5 белая пешка · c5 чёрная пешка · f5 белая пешка · c4 белая пешка · d4 чёрный король · f4 чёрный слон · h4 белая ладья · b3 чёрная пешка · a2 чёрная пешка · b2 белый конь · d2 белая пешка · f2 белая пешка · a1 белый ферзь · b1 белая ладья | a8 белый слон · b8 чёрный ферзь · d8 белый слон · f8 белый король · d7 белая пешка · e7 чёрная пешка · f7 белый конь · a6 белая пешка · e6 белая пешка · f6 чёрная пешка · a5 белая пешка · c5 чёрная пешка · f5 белая пешка · c4 белая пешка · d4 чёрный король · f4 чёрный слон · h4 белая ладья · b3 чёрная пешка · a2 чёрная пешка · b2 белый конь · d2 белая пешка · f2 белая пешка · a1 белый ферзь · b1 белая ладья | a8 белый слон · b8 чёрный ферзь · d8 белый слон · f8 белый король · d7 белая пешка · e7 чёрная пешка · f7 белый конь · a6 белая пешка · e6 белая пешка · f6 чёрная пешка · a5 белая пешка · c5 чёрная пешка · f5 белая пешка · c4 белая пешка · d4 чёрный король · f4 чёрный слон · h4 белая ладья · b3 чёрная пешка · a2 чёрная пешка · b2 белый конь · d2 белая пешка · f2 белая пешка · a1 белый ферзь · b1 белая ладья | 6 |
| 5 | a8 белый слон · b8 чёрный ферзь · d8 белый слон · f8 белый король · d7 белая пешка · e7 чёрная пешка · f7 белый конь · a6 белая пешка · e6 белая пешка · f6 чёрная пешка · a5 белая пешка · c5 чёрная пешка · f5 белая пешка · c4 белая пешка · d4 чёрный король · f4 чёрный слон · h4 белая ладья · b3 чёрная пешка · a2 чёрная пешка · b2 белый конь · d2 белая пешка · f2 белая пешка · a1 белый ферзь · b1 белая ладья | a8 белый слон · b8 чёрный ферзь · d8 белый слон · f8 белый король · d7 белая пешка · e7 чёрная пешка · f7 белый конь · a6 белая пешка · e6 белая пешка · f6 чёрная пешка · a5 белая пешка · c5 чёрная пешка · f5 белая пешка · c4 белая пешка · d4 чёрный король · f4 чёрный слон · h4 белая ладья · b3 чёрная пешка · a2 чёрная пешка · b2 белый конь · d2 белая пешка · f2 белая пешка · a1 белый ферзь · b1 белая ладья | a8 белый слон · b8 чёрный ферзь · d8 белый слон · f8 белый король · d7 белая пешка · e7 чёрная пешка · f7 белый конь · a6 белая пешка · e6 белая пешка · f6 чёрная пешка · a5 белая пешка · c5 чёрная пешка · f5 белая пешка · c4 белая пешка · d4 чёрный король · f4 чёрный слон · h4 белая ладья · b3 чёрная пешка · a2 чёрная пешка · b2 белый конь · d2 белая пешка · f2 белая пешка · a1 белый ферзь · b1 белая ладья | a8 белый слон · b8 чёрный ферзь · d8 белый слон · f8 белый король · d7 белая пешка · e7 чёрная пешка · f7 белый конь · a6 белая пешка · e6 белая пешка · f6 чёрная пешка · a5 белая пешка · c5 чёрная пешка · f5 белая пешка · c4 белая пешка · d4 чёрный король · f4 чёрный слон · h4 белая ладья · b3 чёрная пешка · a2 чёрная пешка · b2 белый конь · d2 белая пешка · f2 белая пешка · a1 белый ферзь · b1 белая ладья | a8 белый слон · b8 чёрный ферзь · d8 белый слон · f8 белый король · d7 белая пешка · e7 чёрная пешка · f7 белый конь · a6 белая пешка · e6 белая пешка · f6 чёрная пешка · a5 белая пешка · c5 чёрная пешка · f5 белая пешка · c4 белая пешка · d4 чёрный король · f4 чёрный слон · h4 белая ладья · b3 чёрная пешка · a2 чёрная пешка · b2 белый конь · d2 белая пешка · f2 белая пешка · a1 белый ферзь · b1 белая ладья | a8 белый слон · b8 чёрный ферзь · d8 белый слон · f8 белый король · d7 белая пешка · e7 чёрная пешка · f7 белый конь · a6 белая пешка · e6 белая пешка · f6 чёрная пешка · a5 белая пешка · c5 чёрная пешка · f5 белая пешка · c4 белая пешка · d4 чёрный король · f4 чёрный слон · h4 белая ладья · b3 чёрная пешка · a2 чёрная пешка · b2 белый конь · d2 белая пешка · f2 белая пешка · a1 белый ферзь · b1 белая ладья | a8 белый слон · b8 чёрный ферзь · d8 белый слон · f8 белый король · d7 белая пешка · e7 чёрная пешка · f7 белый конь · a6 белая пешка · e6 белая пешка · f6 чёрная пешка · a5 белая пешка · c5 чёрная пешка · f5 белая пешка · c4 белая пешка · d4 чёрный король · f4 чёрный слон · h4 белая ладья · b3 чёрная пешка · a2 чёрная пешка · b2 белый конь · d2 белая пешка · f2 белая пешка · a1 белый ферзь · b1 белая ладья | a8 белый слон · b8 чёрный ферзь · d8 белый слон · f8 белый король · d7 белая пешка · e7 чёрная пешка · f7 белый конь · a6 белая пешка · e6 белая пешка · f6 чёрная пешка · a5 белая пешка · c5 чёрная пешка · f5 белая пешка · c4 белая пешка · d4 чёрный король · f4 чёрный слон · h4 белая ладья · b3 чёрная пешка · a2 чёрная пешка · b2 белый конь · d2 белая пешка · f2 белая пешка · a1 белый ферзь · b1 белая ладья | 5 |
| 4 | a8 белый слон · b8 чёрный ферзь · d8 белый слон · f8 белый король · d7 белая пешка · e7 чёрная пешка · f7 белый конь · a6 белая пешка · e6 белая пешка · f6 чёрная пешка · a5 белая пешка · c5 чёрная пешка · f5 белая пешка · c4 белая пешка · d4 чёрный король · f4 чёрный слон · h4 белая ладья · b3 чёрная пешка · a2 чёрная пешка · b2 белый конь · d2 белая пешка · f2 белая пешка · a1 белый ферзь · b1 белая ладья | a8 белый слон · b8 чёрный ферзь · d8 белый слон · f8 белый король · d7 белая пешка · e7 чёрная пешка · f7 белый конь · a6 белая пешка · e6 белая пешка · f6 чёрная пешка · a5 белая пешка · c5 чёрная пешка · f5 белая пешка · c4 белая пешка · d4 чёрный король · f4 чёрный слон · h4 белая ладья · b3 чёрная пешка · a2 чёрная пешка · b2 белый конь · d2 белая пешка · f2 белая пешка · a1 белый ферзь · b1 белая ладья | a8 белый слон · b8 чёрный ферзь · d8 белый слон · f8 белый король · d7 белая пешка · e7 чёрная пешка · f7 белый конь · a6 белая пешка · e6 белая пешка · f6 чёрная пешка · a5 белая пешка · c5 чёрная пешка · f5 белая пешка · c4 белая пешка · d4 чёрный король · f4 чёрный слон · h4 белая ладья · b3 чёрная пешка · a2 чёрная пешка · b2 белый конь · d2 белая пешка · f2 белая пешка · a1 белый ферзь · b1 белая ладья | a8 белый слон · b8 чёрный ферзь · d8 белый слон · f8 белый король · d7 белая пешка · e7 чёрная пешка · f7 белый конь · a6 белая пешка · e6 белая пешка · f6 чёрная пешка · a5 белая пешка · c5 чёрная пешка · f5 белая пешка · c4 белая пешка · d4 чёрный король · f4 чёрный слон · h4 белая ладья · b3 чёрная пешка · a2 чёрная пешка · b2 белый конь · d2 белая пешка · f2 белая пешка · a1 белый ферзь · b1 белая ладья | a8 белый слон · b8 чёрный ферзь · d8 белый слон · f8 белый король · d7 белая пешка · e7 чёрная пешка · f7 белый конь · a6 белая пешка · e6 белая пешка · f6 чёрная пешка · a5 белая пешка · c5 чёрная пешка · f5 белая пешка · c4 белая пешка · d4 чёрный король · f4 чёрный слон · h4 белая ладья · b3 чёрная пешка · a2 чёрная пешка · b2 белый конь · d2 белая пешка · f2 белая пешка · a1 белый ферзь · b1 белая ладья | a8 белый слон · b8 чёрный ферзь · d8 белый слон · f8 белый король · d7 белая пешка · e7 чёрная пешка · f7 белый конь · a6 белая пешка · e6 белая пешка · f6 чёрная пешка · a5 белая пешка · c5 чёрная пешка · f5 белая пешка · c4 белая пешка · d4 чёрный король · f4 чёрный слон · h4 белая ладья · b3 чёрная пешка · a2 чёрная пешка · b2 белый конь · d2 белая пешка · f2 белая пешка · a1 белый ферзь · b1 белая ладья | a8 белый слон · b8 чёрный ферзь · d8 белый слон · f8 белый король · d7 белая пешка · e7 чёрная пешка · f7 белый конь · a6 белая пешка · e6 белая пешка · f6 чёрная пешка · a5 белая пешка · c5 чёрная пешка · f5 белая пешка · c4 белая пешка · d4 чёрный король · f4 чёрный слон · h4 белая ладья · b3 чёрная пешка · a2 чёрная пешка · b2 белый конь · d2 белая пешка · f2 белая пешка · a1 белый ферзь · b1 белая ладья | a8 белый слон · b8 чёрный ферзь · d8 белый слон · f8 белый король · d7 белая пешка · e7 чёрная пешка · f7 белый конь · a6 белая пешка · e6 белая пешка · f6 чёрная пешка · a5 белая пешка · c5 чёрная пешка · f5 белая пешка · c4 белая пешка · d4 чёрный король · f4 чёрный слон · h4 белая ладья · b3 чёрная пешка · a2 чёрная пешка · b2 белый конь · d2 белая пешка · f2 белая пешка · a1 белый ферзь · b1 белая ладья | 4 |
| 3 | a8 белый слон · b8 чёрный ферзь · d8 белый слон · f8 белый король · d7 белая пешка · e7 чёрная пешка · f7 белый конь · a6 белая пешка · e6 белая пешка · f6 чёрная пешка · a5 белая пешка · c5 чёрная пешка · f5 белая пешка · c4 белая пешка · d4 чёрный король · f4 чёрный слон · h4 белая ладья · b3 чёрная пешка · a2 чёрная пешка · b2 белый конь · d2 белая пешка · f2 белая пешка · a1 белый ферзь · b1 белая ладья | a8 белый слон · b8 чёрный ферзь · d8 белый слон · f8 белый король · d7 белая пешка · e7 чёрная пешка · f7 белый конь · a6 белая пешка · e6 белая пешка · f6 чёрная пешка · a5 белая пешка · c5 чёрная пешка · f5 белая пешка · c4 белая пешка · d4 чёрный король · f4 чёрный слон · h4 белая ладья · b3 чёрная пешка · a2 чёрная пешка · b2 белый конь · d2 белая пешка · f2 белая пешка · a1 белый ферзь · b1 белая ладья | a8 белый слон · b8 чёрный ферзь · d8 белый слон · f8 белый король · d7 белая пешка · e7 чёрная пешка · f7 белый конь · a6 белая пешка · e6 белая пешка · f6 чёрная пешка · a5 белая пешка · c5 чёрная пешка · f5 белая пешка · c4 белая пешка · d4 чёрный король · f4 чёрный слон · h4 белая ладья · b3 чёрная пешка · a2 чёрная пешка · b2 белый конь · d2 белая пешка · f2 белая пешка · a1 белый ферзь · b1 белая ладья | a8 белый слон · b8 чёрный ферзь · d8 белый слон · f8 белый король · d7 белая пешка · e7 чёрная пешка · f7 белый конь · a6 белая пешка · e6 белая пешка · f6 чёрная пешка · a5 белая пешка · c5 чёрная пешка · f5 белая пешка · c4 белая пешка · d4 чёрный король · f4 чёрный слон · h4 белая ладья · b3 чёрная пешка · a2 чёрная пешка · b2 белый конь · d2 белая пешка · f2 белая пешка · a1 белый ферзь · b1 белая ладья | a8 белый слон · b8 чёрный ферзь · d8 белый слон · f8 белый король · d7 белая пешка · e7 чёрная пешка · f7 белый конь · a6 белая пешка · e6 белая пешка · f6 чёрная пешка · a5 белая пешка · c5 чёрная пешка · f5 белая пешка · c4 белая пешка · d4 чёрный король · f4 чёрный слон · h4 белая ладья · b3 чёрная пешка · a2 чёрная пешка · b2 белый конь · d2 белая пешка · f2 белая пешка · a1 белый ферзь · b1 белая ладья | a8 белый слон · b8 чёрный ферзь · d8 белый слон · f8 белый король · d7 белая пешка · e7 чёрная пешка · f7 белый конь · a6 белая пешка · e6 белая пешка · f6 чёрная пешка · a5 белая пешка · c5 чёрная пешка · f5 белая пешка · c4 белая пешка · d4 чёрный король · f4 чёрный слон · h4 белая ладья · b3 чёрная пешка · a2 чёрная пешка · b2 белый конь · d2 белая пешка · f2 белая пешка · a1 белый ферзь · b1 белая ладья | a8 белый слон · b8 чёрный ферзь · d8 белый слон · f8 белый король · d7 белая пешка · e7 чёрная пешка · f7 белый конь · a6 белая пешка · e6 белая пешка · f6 чёрная пешка · a5 белая пешка · c5 чёрная пешка · f5 белая пешка · c4 белая пешка · d4 чёрный король · f4 чёрный слон · h4 белая ладья · b3 чёрная пешка · a2 чёрная пешка · b2 белый конь · d2 белая пешка · f2 белая пешка · a1 белый ферзь · b1 белая ладья | a8 белый слон · b8 чёрный ферзь · d8 белый слон · f8 белый король · d7 белая пешка · e7 чёрная пешка · f7 белый конь · a6 белая пешка · e6 белая пешка · f6 чёрная пешка · a5 белая пешка · c5 чёрная пешка · f5 белая пешка · c4 белая пешка · d4 чёрный король · f4 чёрный слон · h4 белая ладья · b3 чёрная пешка · a2 чёрная пешка · b2 белый конь · d2 белая пешка · f2 белая пешка · a1 белый ферзь · b1 белая ладья | 3 |
| 2 | a8 белый слон · b8 чёрный ферзь · d8 белый слон · f8 белый король · d7 белая пешка · e7 чёрная пешка · f7 белый конь · a6 белая пешка · e6 белая пешка · f6 чёрная пешка · a5 белая пешка · c5 чёрная пешка · f5 белая пешка · c4 белая пешка · d4 чёрный король · f4 чёрный слон · h4 белая ладья · b3 чёрная пешка · a2 чёрная пешка · b2 белый конь · d2 белая пешка · f2 белая пешка · a1 белый ферзь · b1 белая ладья | a8 белый слон · b8 чёрный ферзь · d8 белый слон · f8 белый король · d7 белая пешка · e7 чёрная пешка · f7 белый конь · a6 белая пешка · e6 белая пешка · f6 чёрная пешка · a5 белая пешка · c5 чёрная пешка · f5 белая пешка · c4 белая пешка · d4 чёрный король · f4 чёрный слон · h4 белая ладья · b3 чёрная пешка · a2 чёрная пешка · b2 белый конь · d2 белая пешка · f2 белая пешка · a1 белый ферзь · b1 белая ладья | a8 белый слон · b8 чёрный ферзь · d8 белый слон · f8 белый король · d7 белая пешка · e7 чёрная пешка · f7 белый конь · a6 белая пешка · e6 белая пешка · f6 чёрная пешка · a5 белая пешка · c5 чёрная пешка · f5 белая пешка · c4 белая пешка · d4 чёрный король · f4 чёрный слон · h4 белая ладья · b3 чёрная пешка · a2 чёрная пешка · b2 белый конь · d2 белая пешка · f2 белая пешка · a1 белый ферзь · b1 белая ладья | a8 белый слон · b8 чёрный ферзь · d8 белый слон · f8 белый король · d7 белая пешка · e7 чёрная пешка · f7 белый конь · a6 белая пешка · e6 белая пешка · f6 чёрная пешка · a5 белая пешка · c5 чёрная пешка · f5 белая пешка · c4 белая пешка · d4 чёрный король · f4 чёрный слон · h4 белая ладья · b3 чёрная пешка · a2 чёрная пешка · b2 белый конь · d2 белая пешка · f2 белая пешка · a1 белый ферзь · b1 белая ладья | a8 белый слон · b8 чёрный ферзь · d8 белый слон · f8 белый король · d7 белая пешка · e7 чёрная пешка · f7 белый конь · a6 белая пешка · e6 белая пешка · f6 чёрная пешка · a5 белая пешка · c5 чёрная пешка · f5 белая пешка · c4 белая пешка · d4 чёрный король · f4 чёрный слон · h4 белая ладья · b3 чёрная пешка · a2 чёрная пешка · b2 белый конь · d2 белая пешка · f2 белая пешка · a1 белый ферзь · b1 белая ладья | a8 белый слон · b8 чёрный ферзь · d8 белый слон · f8 белый король · d7 белая пешка · e7 чёрная пешка · f7 белый конь · a6 белая пешка · e6 белая пешка · f6 чёрная пешка · a5 белая пешка · c5 чёрная пешка · f5 белая пешка · c4 белая пешка · d4 чёрный король · f4 чёрный слон · h4 белая ладья · b3 чёрная пешка · a2 чёрная пешка · b2 белый конь · d2 белая пешка · f2 белая пешка · a1 белый ферзь · b1 белая ладья | a8 белый слон · b8 чёрный ферзь · d8 белый слон · f8 белый король · d7 белая пешка · e7 чёрная пешка · f7 белый конь · a6 белая пешка · e6 белая пешка · f6 чёрная пешка · a5 белая пешка · c5 чёрная пешка · f5 белая пешка · c4 белая пешка · d4 чёрный король · f4 чёрный слон · h4 белая ладья · b3 чёрная пешка · a2 чёрная пешка · b2 белый конь · d2 белая пешка · f2 белая пешка · a1 белый ферзь · b1 белая ладья | a8 белый слон · b8 чёрный ферзь · d8 белый слон · f8 белый король · d7 белая пешка · e7 чёрная пешка · f7 белый конь · a6 белая пешка · e6 белая пешка · f6 чёрная пешка · a5 белая пешка · c5 чёрная пешка · f5 белая пешка · c4 белая пешка · d4 чёрный король · f4 чёрный слон · h4 белая ладья · b3 чёрная пешка · a2 чёрная пешка · b2 белый конь · d2 белая пешка · f2 белая пешка · a1 белый ферзь · b1 белая ладья | 2 |
| 1 | a8 белый слон · b8 чёрный ферзь · d8 белый слон · f8 белый король · d7 белая пешка · e7 чёрная пешка · f7 белый конь · a6 белая пешка · e6 белая пешка · f6 чёрная пешка · a5 белая пешка · c5 чёрная пешка · f5 белая пешка · c4 белая пешка · d4 чёрный король · f4 чёрный слон · h4 белая ладья · b3 чёрная пешка · a2 чёрная пешка · b2 белый конь · d2 белая пешка · f2 белая пешка · a1 белый ферзь · b1 белая ладья | a8 белый слон · b8 чёрный ферзь · d8 белый слон · f8 белый король · d7 белая пешка · e7 чёрная пешка · f7 белый конь · a6 белая пешка · e6 белая пешка · f6 чёрная пешка · a5 белая пешка · c5 чёрная пешка · f5 белая пешка · c4 белая пешка · d4 чёрный король · f4 чёрный слон · h4 белая ладья · b3 чёрная пешка · a2 чёрная пешка · b2 белый конь · d2 белая пешка · f2 белая пешка · a1 белый ферзь · b1 белая ладья | a8 белый слон · b8 чёрный ферзь · d8 белый слон · f8 белый король · d7 белая пешка · e7 чёрная пешка · f7 белый конь · a6 белая пешка · e6 белая пешка · f6 чёрная пешка · a5 белая пешка · c5 чёрная пешка · f5 белая пешка · c4 белая пешка · d4 чёрный король · f4 чёрный слон · h4 белая ладья · b3 чёрная пешка · a2 чёрная пешка · b2 белый конь · d2 белая пешка · f2 белая пешка · a1 белый ферзь · b1 белая ладья | a8 белый слон · b8 чёрный ферзь · d8 белый слон · f8 белый король · d7 белая пешка · e7 чёрная пешка · f7 белый конь · a6 белая пешка · e6 белая пешка · f6 чёрная пешка · a5 белая пешка · c5 чёрная пешка · f5 белая пешка · c4 белая пешка · d4 чёрный король · f4 чёрный слон · h4 белая ладья · b3 чёрная пешка · a2 чёрная пешка · b2 белый конь · d2 белая пешка · f2 белая пешка · a1 белый ферзь · b1 белая ладья | a8 белый слон · b8 чёрный ферзь · d8 белый слон · f8 белый король · d7 белая пешка · e7 чёрная пешка · f7 белый конь · a6 белая пешка · e6 белая пешка · f6 чёрная пешка · a5 белая пешка · c5 чёрная пешка · f5 белая пешка · c4 белая пешка · d4 чёрный король · f4 чёрный слон · h4 белая ладья · b3 чёрная пешка · a2 чёрная пешка · b2 белый конь · d2 белая пешка · f2 белая пешка · a1 белый ферзь · b1 белая ладья | a8 белый слон · b8 чёрный ферзь · d8 белый слон · f8 белый король · d7 белая пешка · e7 чёрная пешка · f7 белый конь · a6 белая пешка · e6 белая пешка · f6 чёрная пешка · a5 белая пешка · c5 чёрная пешка · f5 белая пешка · c4 белая пешка · d4 чёрный король · f4 чёрный слон · h4 белая ладья · b3 чёрная пешка · a2 чёрная пешка · b2 белый конь · d2 белая пешка · f2 белая пешка · a1 белый ферзь · b1 белая ладья | a8 белый слон · b8 чёрный ферзь · d8 белый слон · f8 белый король · d7 белая пешка · e7 чёрная пешка · f7 белый конь · a6 белая пешка · e6 белая пешка · f6 чёрная пешка · a5 белая пешка · c5 чёрная пешка · f5 белая пешка · c4 белая пешка · d4 чёрный король · f4 чёрный слон · h4 белая ладья · b3 чёрная пешка · a2 чёрная пешка · b2 белый конь · d2 белая пешка · f2 белая пешка · a1 белый ферзь · b1 белая ладья | a8 белый слон · b8 чёрный ферзь · d8 белый слон · f8 белый король · d7 белая пешка · e7 чёрная пешка · f7 белый конь · a6 белая пешка · e6 белая пешка · f6 чёрная пешка · a5 белая пешка · c5 чёрная пешка · f5 белая пешка · c4 белая пешка · d4 чёрный король · f4 чёрный слон · h4 белая ладья · b3 чёрная пешка · a2 чёрная пешка · b2 белый конь · d2 белая пешка · f2 белая пешка · a1 белый ферзь · b1 белая ладья | 1 |
|   | a | b | c | d | e | f | g | h |   |

Вторая из серии задач Л.Яроша (первая была опубликована в том же журнале на 5 месяцев раньше), реализующая Бэбсон-таск в наилучшей форме.
1.а7! аb♕ 2.аb♕! ♕:b2 3.♕:b3 ♕c3 4.♕:с3# (3. ... ♕:a1 4.♖:f4#),

1. ... аb♖ 2.аb♖! ♖:b2 3.♖:b3 ♔:с4 4.♕а4#,

1. ... аb♗ 2.аb♗! ♗е4 3.♗:f4 ♗~ 4.♗е3 (е5)#,

1. ... аb♘ 2.аb♘! ♘:d2 3.♕с1 ♘е4 4.♘с6#

(1. ... ♕:d8+ 2.♔g7 ♕с7 3.d8♕+ , 1. ... ♕е5 2.♗:е7 ♕d6 3.♘:d6, 1. ... ♕:а8 2.♖:f4+ ♕е4 3.а8♕, 1. ... ♕d6 2.♖е1 ♕е5 3.♘:е5).
|   | a | b | c | d | e | f | g | h |   |
| - | --- | --- | --- | --- | --- | --- | --- | --- | - |
| 8 | a8 белая ладья · e8 белый слон · g8 чёрная ладья · h7 белая пешка · a6 белый слон · e6 чёрный слон · f6 чёрный король · g6 белый конь · h6 чёрная пешка · a5 чёрная пешка · g5 чёрная пешка · h5 белая ладья · a4 белый король · d4 белый конь · f4 чёрная пешка · g4 белая пешка · c3 белая пешка · f3 белая пешка · a2 белая пешка · b2 белый слон · c2 чёрная пешка · d2 чёрная пешка · e2 чёрная пешка · h2 белый ферзь · c1 белый слон · e1 белый конь | a8 белая ладья · e8 белый слон · g8 чёрная ладья · h7 белая пешка · a6 белый слон · e6 чёрный слон · f6 чёрный король · g6 белый конь · h6 чёрная пешка · a5 чёрная пешка · g5 чёрная пешка · h5 белая ладья · a4 белый король · d4 белый конь · f4 чёрная пешка · g4 белая пешка · c3 белая пешка · f3 белая пешка · a2 белая пешка · b2 белый слон · c2 чёрная пешка · d2 чёрная пешка · e2 чёрная пешка · h2 белый ферзь · c1 белый слон · e1 белый конь | a8 белая ладья · e8 белый слон · g8 чёрная ладья · h7 белая пешка · a6 белый слон · e6 чёрный слон · f6 чёрный король · g6 белый конь · h6 чёрная пешка · a5 чёрная пешка · g5 чёрная пешка · h5 белая ладья · a4 белый король · d4 белый конь · f4 чёрная пешка · g4 белая пешка · c3 белая пешка · f3 белая пешка · a2 белая пешка · b2 белый слон · c2 чёрная пешка · d2 чёрная пешка · e2 чёрная пешка · h2 белый ферзь · c1 белый слон · e1 белый конь | a8 белая ладья · e8 белый слон · g8 чёрная ладья · h7 белая пешка · a6 белый слон · e6 чёрный слон · f6 чёрный король · g6 белый конь · h6 чёрная пешка · a5 чёрная пешка · g5 чёрная пешка · h5 белая ладья · a4 белый король · d4 белый конь · f4 чёрная пешка · g4 белая пешка · c3 белая пешка · f3 белая пешка · a2 белая пешка · b2 белый слон · c2 чёрная пешка · d2 чёрная пешка · e2 чёрная пешка · h2 белый ферзь · c1 белый слон · e1 белый конь | a8 белая ладья · e8 белый слон · g8 чёрная ладья · h7 белая пешка · a6 белый слон · e6 чёрный слон · f6 чёрный король · g6 белый конь · h6 чёрная пешка · a5 чёрная пешка · g5 чёрная пешка · h5 белая ладья · a4 белый король · d4 белый конь · f4 чёрная пешка · g4 белая пешка · c3 белая пешка · f3 белая пешка · a2 белая пешка · b2 белый слон · c2 чёрная пешка · d2 чёрная пешка · e2 чёрная пешка · h2 белый ферзь · c1 белый слон · e1 белый конь | a8 белая ладья · e8 белый слон · g8 чёрная ладья · h7 белая пешка · a6 белый слон · e6 чёрный слон · f6 чёрный король · g6 белый конь · h6 чёрная пешка · a5 чёрная пешка · g5 чёрная пешка · h5 белая ладья · a4 белый король · d4 белый конь · f4 чёрная пешка · g4 белая пешка · c3 белая пешка · f3 белая пешка · a2 белая пешка · b2 белый слон · c2 чёрная пешка · d2 чёрная пешка · e2 чёрная пешка · h2 белый ферзь · c1 белый слон · e1 белый конь | a8 белая ладья · e8 белый слон · g8 чёрная ладья · h7 белая пешка · a6 белый слон · e6 чёрный слон · f6 чёрный король · g6 белый конь · h6 чёрная пешка · a5 чёрная пешка · g5 чёрная пешка · h5 белая ладья · a4 белый король · d4 белый конь · f4 чёрная пешка · g4 белая пешка · c3 белая пешка · f3 белая пешка · a2 белая пешка · b2 белый слон · c2 чёрная пешка · d2 чёрная пешка · e2 чёрная пешка · h2 белый ферзь · c1 белый слон · e1 белый конь | a8 белая ладья · e8 белый слон · g8 чёрная ладья · h7 белая пешка · a6 белый слон · e6 чёрный слон · f6 чёрный король · g6 белый конь · h6 чёрная пешка · a5 чёрная пешка · g5 чёрная пешка · h5 белая ладья · a4 белый король · d4 белый конь · f4 чёрная пешка · g4 белая пешка · c3 белая пешка · f3 белая пешка · a2 белая пешка · b2 белый слон · c2 чёрная пешка · d2 чёрная пешка · e2 чёрная пешка · h2 белый ферзь · c1 белый слон · e1 белый конь | 8 |
| 7 | a8 белая ладья · e8 белый слон · g8 чёрная ладья · h7 белая пешка · a6 белый слон · e6 чёрный слон · f6 чёрный король · g6 белый конь · h6 чёрная пешка · a5 чёрная пешка · g5 чёрная пешка · h5 белая ладья · a4 белый король · d4 белый конь · f4 чёрная пешка · g4 белая пешка · c3 белая пешка · f3 белая пешка · a2 белая пешка · b2 белый слон · c2 чёрная пешка · d2 чёрная пешка · e2 чёрная пешка · h2 белый ферзь · c1 белый слон · e1 белый конь | a8 белая ладья · e8 белый слон · g8 чёрная ладья · h7 белая пешка · a6 белый слон · e6 чёрный слон · f6 чёрный король · g6 белый конь · h6 чёрная пешка · a5 чёрная пешка · g5 чёрная пешка · h5 белая ладья · a4 белый король · d4 белый конь · f4 чёрная пешка · g4 белая пешка · c3 белая пешка · f3 белая пешка · a2 белая пешка · b2 белый слон · c2 чёрная пешка · d2 чёрная пешка · e2 чёрная пешка · h2 белый ферзь · c1 белый слон · e1 белый конь | a8 белая ладья · e8 белый слон · g8 чёрная ладья · h7 белая пешка · a6 белый слон · e6 чёрный слон · f6 чёрный король · g6 белый конь · h6 чёрная пешка · a5 чёрная пешка · g5 чёрная пешка · h5 белая ладья · a4 белый король · d4 белый конь · f4 чёрная пешка · g4 белая пешка · c3 белая пешка · f3 белая пешка · a2 белая пешка · b2 белый слон · c2 чёрная пешка · d2 чёрная пешка · e2 чёрная пешка · h2 белый ферзь · c1 белый слон · e1 белый конь | a8 белая ладья · e8 белый слон · g8 чёрная ладья · h7 белая пешка · a6 белый слон · e6 чёрный слон · f6 чёрный король · g6 белый конь · h6 чёрная пешка · a5 чёрная пешка · g5 чёрная пешка · h5 белая ладья · a4 белый король · d4 белый конь · f4 чёрная пешка · g4 белая пешка · c3 белая пешка · f3 белая пешка · a2 белая пешка · b2 белый слон · c2 чёрная пешка · d2 чёрная пешка · e2 чёрная пешка · h2 белый ферзь · c1 белый слон · e1 белый конь | a8 белая ладья · e8 белый слон · g8 чёрная ладья · h7 белая пешка · a6 белый слон · e6 чёрный слон · f6 чёрный король · g6 белый конь · h6 чёрная пешка · a5 чёрная пешка · g5 чёрная пешка · h5 белая ладья · a4 белый король · d4 белый конь · f4 чёрная пешка · g4 белая пешка · c3 белая пешка · f3 белая пешка · a2 белая пешка · b2 белый слон · c2 чёрная пешка · d2 чёрная пешка · e2 чёрная пешка · h2 белый ферзь · c1 белый слон · e1 белый конь | a8 белая ладья · e8 белый слон · g8 чёрная ладья · h7 белая пешка · a6 белый слон · e6 чёрный слон · f6 чёрный король · g6 белый конь · h6 чёрная пешка · a5 чёрная пешка · g5 чёрная пешка · h5 белая ладья · a4 белый король · d4 белый конь · f4 чёрная пешка · g4 белая пешка · c3 белая пешка · f3 белая пешка · a2 белая пешка · b2 белый слон · c2 чёрная пешка · d2 чёрная пешка · e2 чёрная пешка · h2 белый ферзь · c1 белый слон · e1 белый конь | a8 белая ладья · e8 белый слон · g8 чёрная ладья · h7 белая пешка · a6 белый слон · e6 чёрный слон · f6 чёрный король · g6 белый конь · h6 чёрная пешка · a5 чёрная пешка · g5 чёрная пешка · h5 белая ладья · a4 белый король · d4 белый конь · f4 чёрная пешка · g4 белая пешка · c3 белая пешка · f3 белая пешка · a2 белая пешка · b2 белый слон · c2 чёрная пешка · d2 чёрная пешка · e2 чёрная пешка · h2 белый ферзь · c1 белый слон · e1 белый конь | a8 белая ладья · e8 белый слон · g8 чёрная ладья · h7 белая пешка · a6 белый слон · e6 чёрный слон · f6 чёрный король · g6 белый конь · h6 чёрная пешка · a5 чёрная пешка · g5 чёрная пешка · h5 белая ладья · a4 белый король · d4 белый конь · f4 чёрная пешка · g4 белая пешка · c3 белая пешка · f3 белая пешка · a2 белая пешка · b2 белый слон · c2 чёрная пешка · d2 чёрная пешка · e2 чёрная пешка · h2 белый ферзь · c1 белый слон · e1 белый конь | 7 |
| 6 | a8 белая ладья · e8 белый слон · g8 чёрная ладья · h7 белая пешка · a6 белый слон · e6 чёрный слон · f6 чёрный король · g6 белый конь · h6 чёрная пешка · a5 чёрная пешка · g5 чёрная пешка · h5 белая ладья · a4 белый король · d4 белый конь · f4 чёрная пешка · g4 белая пешка · c3 белая пешка · f3 белая пешка · a2 белая пешка · b2 белый слон · c2 чёрная пешка · d2 чёрная пешка · e2 чёрная пешка · h2 белый ферзь · c1 белый слон · e1 белый конь | a8 белая ладья · e8 белый слон · g8 чёрная ладья · h7 белая пешка · a6 белый слон · e6 чёрный слон · f6 чёрный король · g6 белый конь · h6 чёрная пешка · a5 чёрная пешка · g5 чёрная пешка · h5 белая ладья · a4 белый король · d4 белый конь · f4 чёрная пешка · g4 белая пешка · c3 белая пешка · f3 белая пешка · a2 белая пешка · b2 белый слон · c2 чёрная пешка · d2 чёрная пешка · e2 чёрная пешка · h2 белый ферзь · c1 белый слон · e1 белый конь | a8 белая ладья · e8 белый слон · g8 чёрная ладья · h7 белая пешка · a6 белый слон · e6 чёрный слон · f6 чёрный король · g6 белый конь · h6 чёрная пешка · a5 чёрная пешка · g5 чёрная пешка · h5 белая ладья · a4 белый король · d4 белый конь · f4 чёрная пешка · g4 белая пешка · c3 белая пешка · f3 белая пешка · a2 белая пешка · b2 белый слон · c2 чёрная пешка · d2 чёрная пешка · e2 чёрная пешка · h2 белый ферзь · c1 белый слон · e1 белый конь | a8 белая ладья · e8 белый слон · g8 чёрная ладья · h7 белая пешка · a6 белый слон · e6 чёрный слон · f6 чёрный король · g6 белый конь · h6 чёрная пешка · a5 чёрная пешка · g5 чёрная пешка · h5 белая ладья · a4 белый король · d4 белый конь · f4 чёрная пешка · g4 белая пешка · c3 белая пешка · f3 белая пешка · a2 белая пешка · b2 белый слон · c2 чёрная пешка · d2 чёрная пешка · e2 чёрная пешка · h2 белый ферзь · c1 белый слон · e1 белый конь | a8 белая ладья · e8 белый слон · g8 чёрная ладья · h7 белая пешка · a6 белый слон · e6 чёрный слон · f6 чёрный король · g6 белый конь · h6 чёрная пешка · a5 чёрная пешка · g5 чёрная пешка · h5 белая ладья · a4 белый король · d4 белый конь · f4 чёрная пешка · g4 белая пешка · c3 белая пешка · f3 белая пешка · a2 белая пешка · b2 белый слон · c2 чёрная пешка · d2 чёрная пешка · e2 чёрная пешка · h2 белый ферзь · c1 белый слон · e1 белый конь | a8 белая ладья · e8 белый слон · g8 чёрная ладья · h7 белая пешка · a6 белый слон · e6 чёрный слон · f6 чёрный король · g6 белый конь · h6 чёрная пешка · a5 чёрная пешка · g5 чёрная пешка · h5 белая ладья · a4 белый король · d4 белый конь · f4 чёрная пешка · g4 белая пешка · c3 белая пешка · f3 белая пешка · a2 белая пешка · b2 белый слон · c2 чёрная пешка · d2 чёрная пешка · e2 чёрная пешка · h2 белый ферзь · c1 белый слон · e1 белый конь | a8 белая ладья · e8 белый слон · g8 чёрная ладья · h7 белая пешка · a6 белый слон · e6 чёрный слон · f6 чёрный король · g6 белый конь · h6 чёрная пешка · a5 чёрная пешка · g5 чёрная пешка · h5 белая ладья · a4 белый король · d4 белый конь · f4 чёрная пешка · g4 белая пешка · c3 белая пешка · f3 белая пешка · a2 белая пешка · b2 белый слон · c2 чёрная пешка · d2 чёрная пешка · e2 чёрная пешка · h2 белый ферзь · c1 белый слон · e1 белый конь | a8 белая ладья · e8 белый слон · g8 чёрная ладья · h7 белая пешка · a6 белый слон · e6 чёрный слон · f6 чёрный король · g6 белый конь · h6 чёрная пешка · a5 чёрная пешка · g5 чёрная пешка · h5 белая ладья · a4 белый король · d4 белый конь · f4 чёрная пешка · g4 белая пешка · c3 белая пешка · f3 белая пешка · a2 белая пешка · b2 белый слон · c2 чёрная пешка · d2 чёрная пешка · e2 чёрная пешка · h2 белый ферзь · c1 белый слон · e1 белый конь | 6 |
| 5 | a8 белая ладья · e8 белый слон · g8 чёрная ладья · h7 белая пешка · a6 белый слон · e6 чёрный слон · f6 чёрный король · g6 белый конь · h6 чёрная пешка · a5 чёрная пешка · g5 чёрная пешка · h5 белая ладья · a4 белый король · d4 белый конь · f4 чёрная пешка · g4 белая пешка · c3 белая пешка · f3 белая пешка · a2 белая пешка · b2 белый слон · c2 чёрная пешка · d2 чёрная пешка · e2 чёрная пешка · h2 белый ферзь · c1 белый слон · e1 белый конь | a8 белая ладья · e8 белый слон · g8 чёрная ладья · h7 белая пешка · a6 белый слон · e6 чёрный слон · f6 чёрный король · g6 белый конь · h6 чёрная пешка · a5 чёрная пешка · g5 чёрная пешка · h5 белая ладья · a4 белый король · d4 белый конь · f4 чёрная пешка · g4 белая пешка · c3 белая пешка · f3 белая пешка · a2 белая пешка · b2 белый слон · c2 чёрная пешка · d2 чёрная пешка · e2 чёрная пешка · h2 белый ферзь · c1 белый слон · e1 белый конь | a8 белая ладья · e8 белый слон · g8 чёрная ладья · h7 белая пешка · a6 белый слон · e6 чёрный слон · f6 чёрный король · g6 белый конь · h6 чёрная пешка · a5 чёрная пешка · g5 чёрная пешка · h5 белая ладья · a4 белый король · d4 белый конь · f4 чёрная пешка · g4 белая пешка · c3 белая пешка · f3 белая пешка · a2 белая пешка · b2 белый слон · c2 чёрная пешка · d2 чёрная пешка · e2 чёрная пешка · h2 белый ферзь · c1 белый слон · e1 белый конь | a8 белая ладья · e8 белый слон · g8 чёрная ладья · h7 белая пешка · a6 белый слон · e6 чёрный слон · f6 чёрный король · g6 белый конь · h6 чёрная пешка · a5 чёрная пешка · g5 чёрная пешка · h5 белая ладья · a4 белый король · d4 белый конь · f4 чёрная пешка · g4 белая пешка · c3 белая пешка · f3 белая пешка · a2 белая пешка · b2 белый слон · c2 чёрная пешка · d2 чёрная пешка · e2 чёрная пешка · h2 белый ферзь · c1 белый слон · e1 белый конь | a8 белая ладья · e8 белый слон · g8 чёрная ладья · h7 белая пешка · a6 белый слон · e6 чёрный слон · f6 чёрный король · g6 белый конь · h6 чёрная пешка · a5 чёрная пешка · g5 чёрная пешка · h5 белая ладья · a4 белый король · d4 белый конь · f4 чёрная пешка · g4 белая пешка · c3 белая пешка · f3 белая пешка · a2 белая пешка · b2 белый слон · c2 чёрная пешка · d2 чёрная пешка · e2 чёрная пешка · h2 белый ферзь · c1 белый слон · e1 белый конь | a8 белая ладья · e8 белый слон · g8 чёрная ладья · h7 белая пешка · a6 белый слон · e6 чёрный слон · f6 чёрный король · g6 белый конь · h6 чёрная пешка · a5 чёрная пешка · g5 чёрная пешка · h5 белая ладья · a4 белый король · d4 белый конь · f4 чёрная пешка · g4 белая пешка · c3 белая пешка · f3 белая пешка · a2 белая пешка · b2 белый слон · c2 чёрная пешка · d2 чёрная пешка · e2 чёрная пешка · h2 белый ферзь · c1 белый слон · e1 белый конь | a8 белая ладья · e8 белый слон · g8 чёрная ладья · h7 белая пешка · a6 белый слон · e6 чёрный слон · f6 чёрный король · g6 белый конь · h6 чёрная пешка · a5 чёрная пешка · g5 чёрная пешка · h5 белая ладья · a4 белый король · d4 белый конь · f4 чёрная пешка · g4 белая пешка · c3 белая пешка · f3 белая пешка · a2 белая пешка · b2 белый слон · c2 чёрная пешка · d2 чёрная пешка · e2 чёрная пешка · h2 белый ферзь · c1 белый слон · e1 белый конь | a8 белая ладья · e8 белый слон · g8 чёрная ладья · h7 белая пешка · a6 белый слон · e6 чёрный слон · f6 чёрный король · g6 белый конь · h6 чёрная пешка · a5 чёрная пешка · g5 чёрная пешка · h5 белая ладья · a4 белый король · d4 белый конь · f4 чёрная пешка · g4 белая пешка · c3 белая пешка · f3 белая пешка · a2 белая пешка · b2 белый слон · c2 чёрная пешка · d2 чёрная пешка · e2 чёрная пешка · h2 белый ферзь · c1 белый слон · e1 белый конь | 5 |
| 4 | a8 белая ладья · e8 белый слон · g8 чёрная ладья · h7 белая пешка · a6 белый слон · e6 чёрный слон · f6 чёрный король · g6 белый конь · h6 чёрная пешка · a5 чёрная пешка · g5 чёрная пешка · h5 белая ладья · a4 белый король · d4 белый конь · f4 чёрная пешка · g4 белая пешка · c3 белая пешка · f3 белая пешка · a2 белая пешка · b2 белый слон · c2 чёрная пешка · d2 чёрная пешка · e2 чёрная пешка · h2 белый ферзь · c1 белый слон · e1 белый конь | a8 белая ладья · e8 белый слон · g8 чёрная ладья · h7 белая пешка · a6 белый слон · e6 чёрный слон · f6 чёрный король · g6 белый конь · h6 чёрная пешка · a5 чёрная пешка · g5 чёрная пешка · h5 белая ладья · a4 белый король · d4 белый конь · f4 чёрная пешка · g4 белая пешка · c3 белая пешка · f3 белая пешка · a2 белая пешка · b2 белый слон · c2 чёрная пешка · d2 чёрная пешка · e2 чёрная пешка · h2 белый ферзь · c1 белый слон · e1 белый конь | a8 белая ладья · e8 белый слон · g8 чёрная ладья · h7 белая пешка · a6 белый слон · e6 чёрный слон · f6 чёрный король · g6 белый конь · h6 чёрная пешка · a5 чёрная пешка · g5 чёрная пешка · h5 белая ладья · a4 белый король · d4 белый конь · f4 чёрная пешка · g4 белая пешка · c3 белая пешка · f3 белая пешка · a2 белая пешка · b2 белый слон · c2 чёрная пешка · d2 чёрная пешка · e2 чёрная пешка · h2 белый ферзь · c1 белый слон · e1 белый конь | a8 белая ладья · e8 белый слон · g8 чёрная ладья · h7 белая пешка · a6 белый слон · e6 чёрный слон · f6 чёрный король · g6 белый конь · h6 чёрная пешка · a5 чёрная пешка · g5 чёрная пешка · h5 белая ладья · a4 белый король · d4 белый конь · f4 чёрная пешка · g4 белая пешка · c3 белая пешка · f3 белая пешка · a2 белая пешка · b2 белый слон · c2 чёрная пешка · d2 чёрная пешка · e2 чёрная пешка · h2 белый ферзь · c1 белый слон · e1 белый конь | a8 белая ладья · e8 белый слон · g8 чёрная ладья · h7 белая пешка · a6 белый слон · e6 чёрный слон · f6 чёрный король · g6 белый конь · h6 чёрная пешка · a5 чёрная пешка · g5 чёрная пешка · h5 белая ладья · a4 белый король · d4 белый конь · f4 чёрная пешка · g4 белая пешка · c3 белая пешка · f3 белая пешка · a2 белая пешка · b2 белый слон · c2 чёрная пешка · d2 чёрная пешка · e2 чёрная пешка · h2 белый ферзь · c1 белый слон · e1 белый конь | a8 белая ладья · e8 белый слон · g8 чёрная ладья · h7 белая пешка · a6 белый слон · e6 чёрный слон · f6 чёрный король · g6 белый конь · h6 чёрная пешка · a5 чёрная пешка · g5 чёрная пешка · h5 белая ладья · a4 белый король · d4 белый конь · f4 чёрная пешка · g4 белая пешка · c3 белая пешка · f3 белая пешка · a2 белая пешка · b2 белый слон · c2 чёрная пешка · d2 чёрная пешка · e2 чёрная пешка · h2 белый ферзь · c1 белый слон · e1 белый конь | a8 белая ладья · e8 белый слон · g8 чёрная ладья · h7 белая пешка · a6 белый слон · e6 чёрный слон · f6 чёрный король · g6 белый конь · h6 чёрная пешка · a5 чёрная пешка · g5 чёрная пешка · h5 белая ладья · a4 белый король · d4 белый конь · f4 чёрная пешка · g4 белая пешка · c3 белая пешка · f3 белая пешка · a2 белая пешка · b2 белый слон · c2 чёрная пешка · d2 чёрная пешка · e2 чёрная пешка · h2 белый ферзь · c1 белый слон · e1 белый конь | a8 белая ладья · e8 белый слон · g8 чёрная ладья · h7 белая пешка · a6 белый слон · e6 чёрный слон · f6 чёрный король · g6 белый конь · h6 чёрная пешка · a5 чёрная пешка · g5 чёрная пешка · h5 белая ладья · a4 белый король · d4 белый конь · f4 чёрная пешка · g4 белая пешка · c3 белая пешка · f3 белая пешка · a2 белая пешка · b2 белый слон · c2 чёрная пешка · d2 чёрная пешка · e2 чёрная пешка · h2 белый ферзь · c1 белый слон · e1 белый конь | 4 |
| 3 | a8 белая ладья · e8 белый слон · g8 чёрная ладья · h7 белая пешка · a6 белый слон · e6 чёрный слон · f6 чёрный король · g6 белый конь · h6 чёрная пешка · a5 чёрная пешка · g5 чёрная пешка · h5 белая ладья · a4 белый король · d4 белый конь · f4 чёрная пешка · g4 белая пешка · c3 белая пешка · f3 белая пешка · a2 белая пешка · b2 белый слон · c2 чёрная пешка · d2 чёрная пешка · e2 чёрная пешка · h2 белый ферзь · c1 белый слон · e1 белый конь | a8 белая ладья · e8 белый слон · g8 чёрная ладья · h7 белая пешка · a6 белый слон · e6 чёрный слон · f6 чёрный король · g6 белый конь · h6 чёрная пешка · a5 чёрная пешка · g5 чёрная пешка · h5 белая ладья · a4 белый король · d4 белый конь · f4 чёрная пешка · g4 белая пешка · c3 белая пешка · f3 белая пешка · a2 белая пешка · b2 белый слон · c2 чёрная пешка · d2 чёрная пешка · e2 чёрная пешка · h2 белый ферзь · c1 белый слон · e1 белый конь | a8 белая ладья · e8 белый слон · g8 чёрная ладья · h7 белая пешка · a6 белый слон · e6 чёрный слон · f6 чёрный король · g6 белый конь · h6 чёрная пешка · a5 чёрная пешка · g5 чёрная пешка · h5 белая ладья · a4 белый король · d4 белый конь · f4 чёрная пешка · g4 белая пешка · c3 белая пешка · f3 белая пешка · a2 белая пешка · b2 белый слон · c2 чёрная пешка · d2 чёрная пешка · e2 чёрная пешка · h2 белый ферзь · c1 белый слон · e1 белый конь | a8 белая ладья · e8 белый слон · g8 чёрная ладья · h7 белая пешка · a6 белый слон · e6 чёрный слон · f6 чёрный король · g6 белый конь · h6 чёрная пешка · a5 чёрная пешка · g5 чёрная пешка · h5 белая ладья · a4 белый король · d4 белый конь · f4 чёрная пешка · g4 белая пешка · c3 белая пешка · f3 белая пешка · a2 белая пешка · b2 белый слон · c2 чёрная пешка · d2 чёрная пешка · e2 чёрная пешка · h2 белый ферзь · c1 белый слон · e1 белый конь | a8 белая ладья · e8 белый слон · g8 чёрная ладья · h7 белая пешка · a6 белый слон · e6 чёрный слон · f6 чёрный король · g6 белый конь · h6 чёрная пешка · a5 чёрная пешка · g5 чёрная пешка · h5 белая ладья · a4 белый король · d4 белый конь · f4 чёрная пешка · g4 белая пешка · c3 белая пешка · f3 белая пешка · a2 белая пешка · b2 белый слон · c2 чёрная пешка · d2 чёрная пешка · e2 чёрная пешка · h2 белый ферзь · c1 белый слон · e1 белый конь | a8 белая ладья · e8 белый слон · g8 чёрная ладья · h7 белая пешка · a6 белый слон · e6 чёрный слон · f6 чёрный король · g6 белый конь · h6 чёрная пешка · a5 чёрная пешка · g5 чёрная пешка · h5 белая ладья · a4 белый король · d4 белый конь · f4 чёрная пешка · g4 белая пешка · c3 белая пешка · f3 белая пешка · a2 белая пешка · b2 белый слон · c2 чёрная пешка · d2 чёрная пешка · e2 чёрная пешка · h2 белый ферзь · c1 белый слон · e1 белый конь | a8 белая ладья · e8 белый слон · g8 чёрная ладья · h7 белая пешка · a6 белый слон · e6 чёрный слон · f6 чёрный король · g6 белый конь · h6 чёрная пешка · a5 чёрная пешка · g5 чёрная пешка · h5 белая ладья · a4 белый король · d4 белый конь · f4 чёрная пешка · g4 белая пешка · c3 белая пешка · f3 белая пешка · a2 белая пешка · b2 белый слон · c2 чёрная пешка · d2 чёрная пешка · e2 чёрная пешка · h2 белый ферзь · c1 белый слон · e1 белый конь | a8 белая ладья · e8 белый слон · g8 чёрная ладья · h7 белая пешка · a6 белый слон · e6 чёрный слон · f6 чёрный король · g6 белый конь · h6 чёрная пешка · a5 чёрная пешка · g5 чёрная пешка · h5 белая ладья · a4 белый король · d4 белый конь · f4 чёрная пешка · g4 белая пешка · c3 белая пешка · f3 белая пешка · a2 белая пешка · b2 белый слон · c2 чёрная пешка · d2 чёрная пешка · e2 чёрная пешка · h2 белый ферзь · c1 белый слон · e1 белый конь | 3 |
| 2 | a8 белая ладья · e8 белый слон · g8 чёрная ладья · h7 белая пешка · a6 белый слон · e6 чёрный слон · f6 чёрный король · g6 белый конь · h6 чёрная пешка · a5 чёрная пешка · g5 чёрная пешка · h5 белая ладья · a4 белый король · d4 белый конь · f4 чёрная пешка · g4 белая пешка · c3 белая пешка · f3 белая пешка · a2 белая пешка · b2 белый слон · c2 чёрная пешка · d2 чёрная пешка · e2 чёрная пешка · h2 белый ферзь · c1 белый слон · e1 белый конь | a8 белая ладья · e8 белый слон · g8 чёрная ладья · h7 белая пешка · a6 белый слон · e6 чёрный слон · f6 чёрный король · g6 белый конь · h6 чёрная пешка · a5 чёрная пешка · g5 чёрная пешка · h5 белая ладья · a4 белый король · d4 белый конь · f4 чёрная пешка · g4 белая пешка · c3 белая пешка · f3 белая пешка · a2 белая пешка · b2 белый слон · c2 чёрная пешка · d2 чёрная пешка · e2 чёрная пешка · h2 белый ферзь · c1 белый слон · e1 белый конь | a8 белая ладья · e8 белый слон · g8 чёрная ладья · h7 белая пешка · a6 белый слон · e6 чёрный слон · f6 чёрный король · g6 белый конь · h6 чёрная пешка · a5 чёрная пешка · g5 чёрная пешка · h5 белая ладья · a4 белый король · d4 белый конь · f4 чёрная пешка · g4 белая пешка · c3 белая пешка · f3 белая пешка · a2 белая пешка · b2 белый слон · c2 чёрная пешка · d2 чёрная пешка · e2 чёрная пешка · h2 белый ферзь · c1 белый слон · e1 белый конь | a8 белая ладья · e8 белый слон · g8 чёрная ладья · h7 белая пешка · a6 белый слон · e6 чёрный слон · f6 чёрный король · g6 белый конь · h6 чёрная пешка · a5 чёрная пешка · g5 чёрная пешка · h5 белая ладья · a4 белый король · d4 белый конь · f4 чёрная пешка · g4 белая пешка · c3 белая пешка · f3 белая пешка · a2 белая пешка · b2 белый слон · c2 чёрная пешка · d2 чёрная пешка · e2 чёрная пешка · h2 белый ферзь · c1 белый слон · e1 белый конь | a8 белая ладья · e8 белый слон · g8 чёрная ладья · h7 белая пешка · a6 белый слон · e6 чёрный слон · f6 чёрный король · g6 белый конь · h6 чёрная пешка · a5 чёрная пешка · g5 чёрная пешка · h5 белая ладья · a4 белый король · d4 белый конь · f4 чёрная пешка · g4 белая пешка · c3 белая пешка · f3 белая пешка · a2 белая пешка · b2 белый слон · c2 чёрная пешка · d2 чёрная пешка · e2 чёрная пешка · h2 белый ферзь · c1 белый слон · e1 белый конь | a8 белая ладья · e8 белый слон · g8 чёрная ладья · h7 белая пешка · a6 белый слон · e6 чёрный слон · f6 чёрный король · g6 белый конь · h6 чёрная пешка · a5 чёрная пешка · g5 чёрная пешка · h5 белая ладья · a4 белый король · d4 белый конь · f4 чёрная пешка · g4 белая пешка · c3 белая пешка · f3 белая пешка · a2 белая пешка · b2 белый слон · c2 чёрная пешка · d2 чёрная пешка · e2 чёрная пешка · h2 белый ферзь · c1 белый слон · e1 белый конь | a8 белая ладья · e8 белый слон · g8 чёрная ладья · h7 белая пешка · a6 белый слон · e6 чёрный слон · f6 чёрный король · g6 белый конь · h6 чёрная пешка · a5 чёрная пешка · g5 чёрная пешка · h5 белая ладья · a4 белый король · d4 белый конь · f4 чёрная пешка · g4 белая пешка · c3 белая пешка · f3 белая пешка · a2 белая пешка · b2 белый слон · c2 чёрная пешка · d2 чёрная пешка · e2 чёрная пешка · h2 белый ферзь · c1 белый слон · e1 белый конь | a8 белая ладья · e8 белый слон · g8 чёрная ладья · h7 белая пешка · a6 белый слон · e6 чёрный слон · f6 чёрный король · g6 белый конь · h6 чёрная пешка · a5 чёрная пешка · g5 чёрная пешка · h5 белая ладья · a4 белый король · d4 белый конь · f4 чёрная пешка · g4 белая пешка · c3 белая пешка · f3 белая пешка · a2 белая пешка · b2 белый слон · c2 чёрная пешка · d2 чёрная пешка · e2 чёрная пешка · h2 белый ферзь · c1 белый слон · e1 белый конь | 2 |
| 1 | a8 белая ладья · e8 белый слон · g8 чёрная ладья · h7 белая пешка · a6 белый слон · e6 чёрный слон · f6 чёрный король · g6 белый конь · h6 чёрная пешка · a5 чёрная пешка · g5 чёрная пешка · h5 белая ладья · a4 белый король · d4 белый конь · f4 чёрная пешка · g4 белая пешка · c3 белая пешка · f3 белая пешка · a2 белая пешка · b2 белый слон · c2 чёрная пешка · d2 чёрная пешка · e2 чёрная пешка · h2 белый ферзь · c1 белый слон · e1 белый конь | a8 белая ладья · e8 белый слон · g8 чёрная ладья · h7 белая пешка · a6 белый слон · e6 чёрный слон · f6 чёрный король · g6 белый конь · h6 чёрная пешка · a5 чёрная пешка · g5 чёрная пешка · h5 белая ладья · a4 белый король · d4 белый конь · f4 чёрная пешка · g4 белая пешка · c3 белая пешка · f3 белая пешка · a2 белая пешка · b2 белый слон · c2 чёрная пешка · d2 чёрная пешка · e2 чёрная пешка · h2 белый ферзь · c1 белый слон · e1 белый конь | a8 белая ладья · e8 белый слон · g8 чёрная ладья · h7 белая пешка · a6 белый слон · e6 чёрный слон · f6 чёрный король · g6 белый конь · h6 чёрная пешка · a5 чёрная пешка · g5 чёрная пешка · h5 белая ладья · a4 белый король · d4 белый конь · f4 чёрная пешка · g4 белая пешка · c3 белая пешка · f3 белая пешка · a2 белая пешка · b2 белый слон · c2 чёрная пешка · d2 чёрная пешка · e2 чёрная пешка · h2 белый ферзь · c1 белый слон · e1 белый конь | a8 белая ладья · e8 белый слон · g8 чёрная ладья · h7 белая пешка · a6 белый слон · e6 чёрный слон · f6 чёрный король · g6 белый конь · h6 чёрная пешка · a5 чёрная пешка · g5 чёрная пешка · h5 белая ладья · a4 белый король · d4 белый конь · f4 чёрная пешка · g4 белая пешка · c3 белая пешка · f3 белая пешка · a2 белая пешка · b2 белый слон · c2 чёрная пешка · d2 чёрная пешка · e2 чёрная пешка · h2 белый ферзь · c1 белый слон · e1 белый конь | a8 белая ладья · e8 белый слон · g8 чёрная ладья · h7 белая пешка · a6 белый слон · e6 чёрный слон · f6 чёрный король · g6 белый конь · h6 чёрная пешка · a5 чёрная пешка · g5 чёрная пешка · h5 белая ладья · a4 белый король · d4 белый конь · f4 чёрная пешка · g4 белая пешка · c3 белая пешка · f3 белая пешка · a2 белая пешка · b2 белый слон · c2 чёрная пешка · d2 чёрная пешка · e2 чёрная пешка · h2 белый ферзь · c1 белый слон · e1 белый конь | a8 белая ладья · e8 белый слон · g8 чёрная ладья · h7 белая пешка · a6 белый слон · e6 чёрный слон · f6 чёрный король · g6 белый конь · h6 чёрная пешка · a5 чёрная пешка · g5 чёрная пешка · h5 белая ладья · a4 белый король · d4 белый конь · f4 чёрная пешка · g4 белая пешка · c3 белая пешка · f3 белая пешка · a2 белая пешка · b2 белый слон · c2 чёрная пешка · d2 чёрная пешка · e2 чёрная пешка · h2 белый ферзь · c1 белый слон · e1 белый конь | a8 белая ладья · e8 белый слон · g8 чёрная ладья · h7 белая пешка · a6 белый слон · e6 чёрный слон · f6 чёрный король · g6 белый конь · h6 чёрная пешка · a5 чёрная пешка · g5 чёрная пешка · h5 белая ладья · a4 белый король · d4 белый конь · f4 чёрная пешка · g4 белая пешка · c3 белая пешка · f3 белая пешка · a2 белая пешка · b2 белый слон · c2 чёрная пешка · d2 чёрная пешка · e2 чёрная пешка · h2 белый ферзь · c1 белый слон · e1 белый конь | a8 белая ладья · e8 белый слон · g8 чёрная ладья · h7 белая пешка · a6 белый слон · e6 чёрный слон · f6 чёрный король · g6 белый конь · h6 чёрная пешка · a5 чёрная пешка · g5 чёрная пешка · h5 белая ладья · a4 белый король · d4 белый конь · f4 чёрная пешка · g4 белая пешка · c3 белая пешка · f3 белая пешка · a2 белая пешка · b2 белый слон · c2 чёрная пешка · d2 чёрная пешка · e2 чёрная пешка · h2 белый ферзь · c1 белый слон · e1 белый конь | 1 |
|   | a | b | c | d | e | f | g | h |   |

Первый пример циклической формы таска Бэбсона. Здесь в каждом из вариантов чёрная и белая пешки превращаются не в идентичные фигуры, а в разные, но в циклическом порядке.
1.♘:e6! (угроза 2.hg♕)

1...d1♕ 2.hg♗! (угроза 3.с4+ и 3.♕:f4+) ♕d7+ 3.♗:d7 ♔:g6 4.♖:h6# (2...♕:c1 3.♖:g5 hg 4.♕h8#),

1...d1♗ 2.hg♖! ♔:е6 3.♖d8 ♔f6 4.♖d6#,

1...d1♖ 2.hg♘! ♔:е6 3.♕:е2+ и 4.♕е5#,

1...d1♘ 2.hg♕! ♘:b2+ 3.♔b5(♗:b2) и 4.♕f7#.
В 2005 году в сентябрьском номере немецкого журнала Schach тот же композитор, Петер Хоффман, опубликовал первый пример циклической формы Бэбсон-таска без превращённых фигур в начальной позиции.